# Bueng Lahan
Bueng Lahan (Thai: บึงละหาน) ist ein thailändischer Binnensee in der im Nordosten des Landes gelegenen Provinz Chaiyaphum. Mit einer Größe von 29 Quadratkilometer (18.181 Rai) gilt er als der drittgrößte natürliche See des Landes. International bekannt wurde der See durch die Jahrhundertüberschwemmung im September 2022, wo große Teile des Ufergebiets überschwemmt wurden. Am 1. August 2020 wurde der See in das Register von Feuchtgebieten mit nationaler Bedeutung aufgenommen. Dabei wurden zwei Schutzgebiete definiert, wo nicht gefischt werden darf. Der See zeichnet sich als Heimat einer bedeutenden Anzahl von Wasservögeln aus.
Normalerweise trocknen Teile des Sees in der Trockenzeit aus, sodass Bauern sie als Weidefläche für Rinder verwenden können, während die Fläche des Sees sich in der Regenzeit enorm ausweitet und große anliegende Gebiete überflutet. In der Vergangenheit wurden um den See Deiche angelegt, um diese Überschwemmung der anliegenden Gebiete zu verhindern. Außerdem wurde eine Schleuse am Ausgang des Sees angelegt, um den Abfluss in den Chi (Thai: แม่น้ำชี) zu regulieren. Stand 2022 verhinderten diese Maßnahmen die Überschwemmungen aber nicht. Der See besitzt mehrere Inseln, die größte ist 0,3 Quadratkilometer groß.

## Bueng Lahan

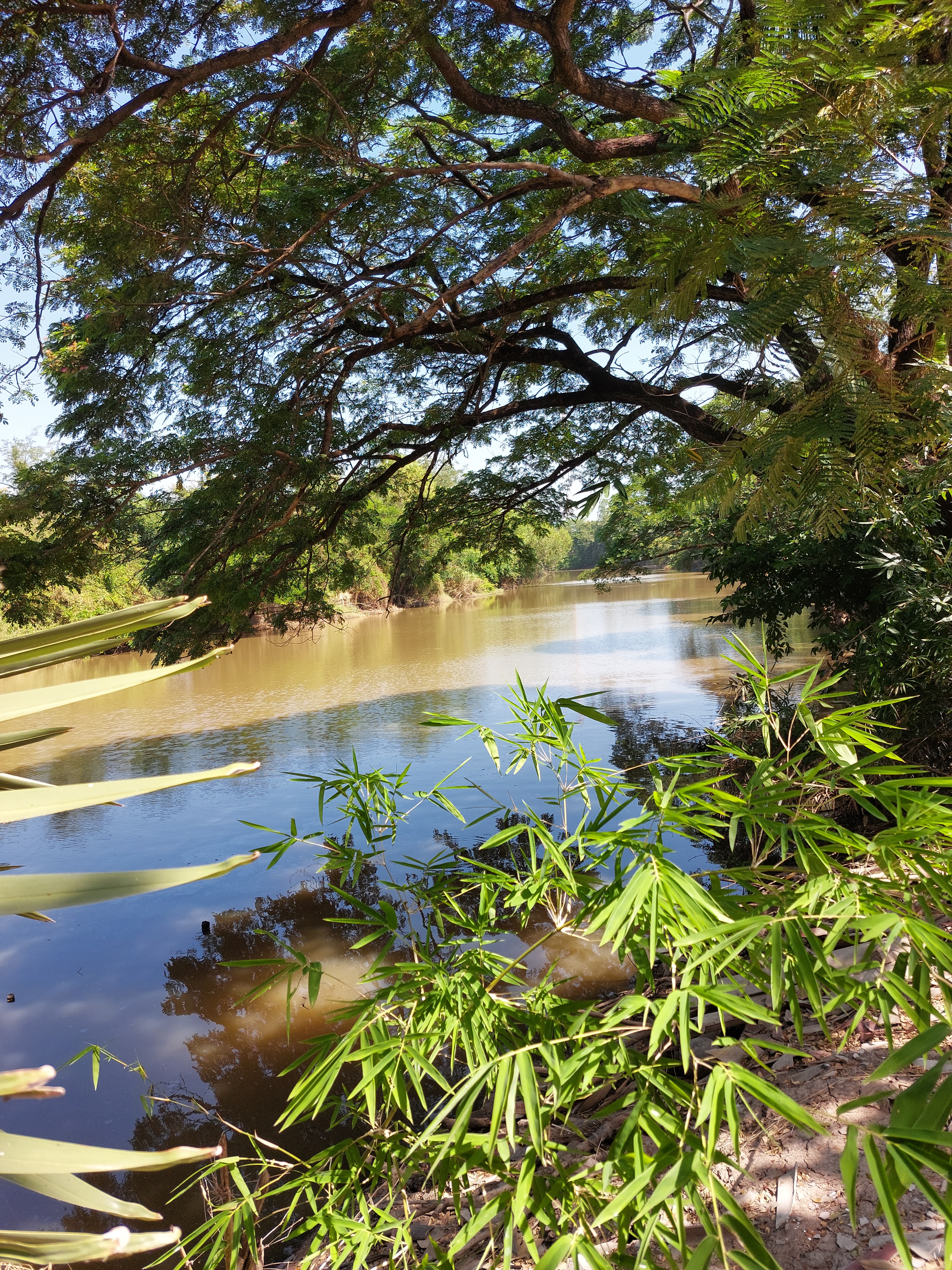
Abfluss des Bueng Lahan in den Chi-Fluss.
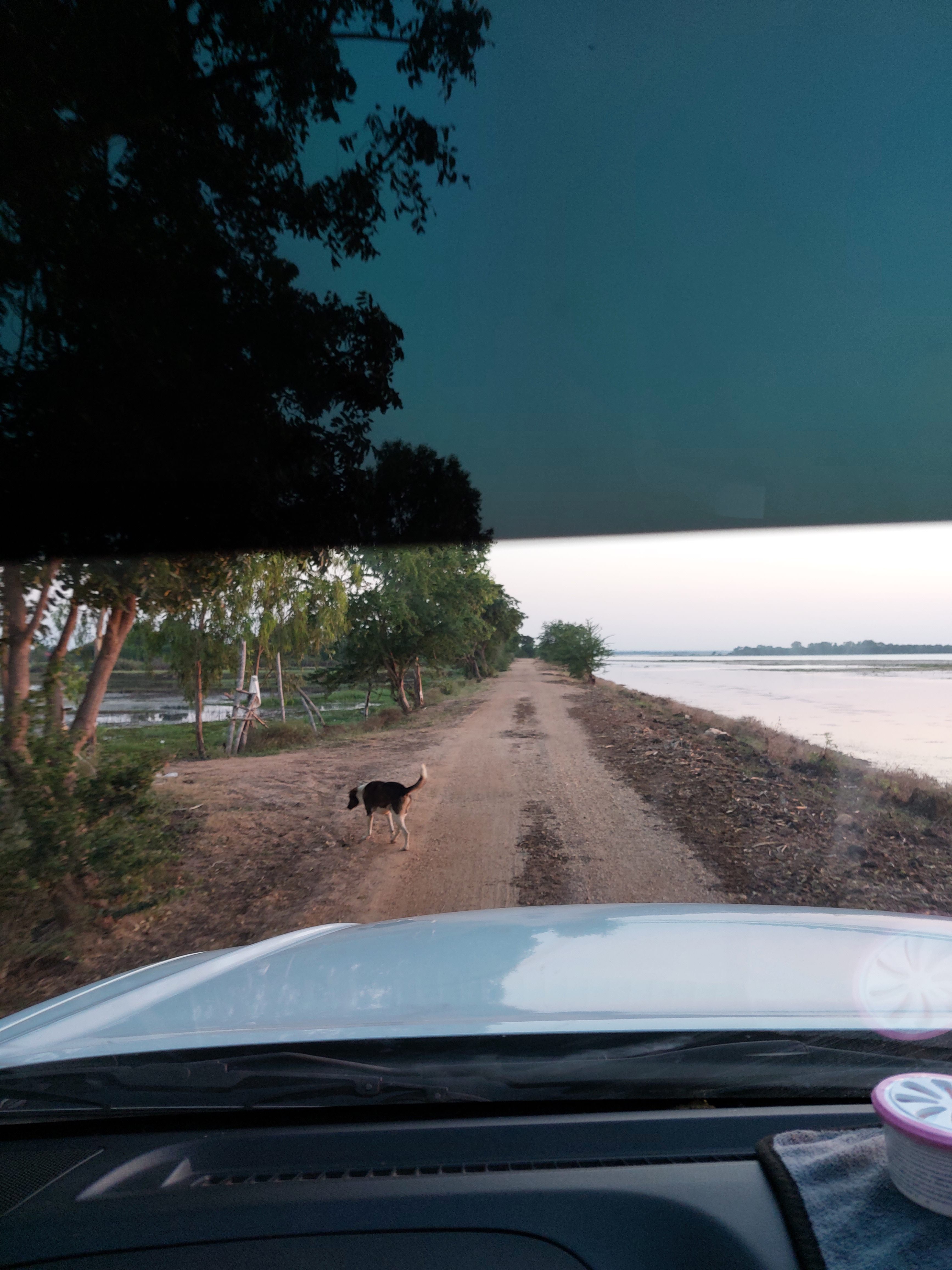
Hochwasserschutzdeich im Subdistrikt Lahan.
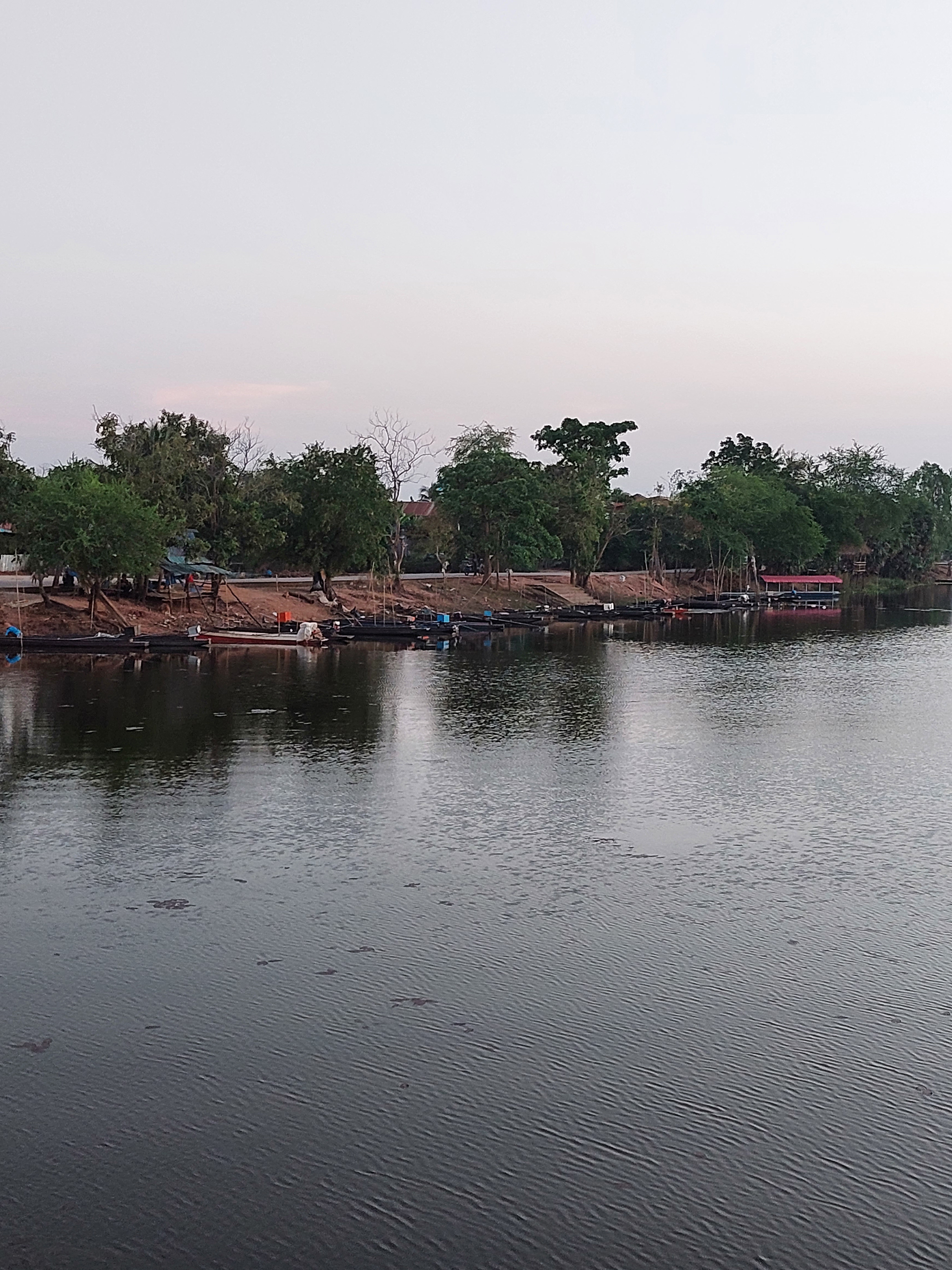
Uferbereich im Bereich des Dorfes Lahan.
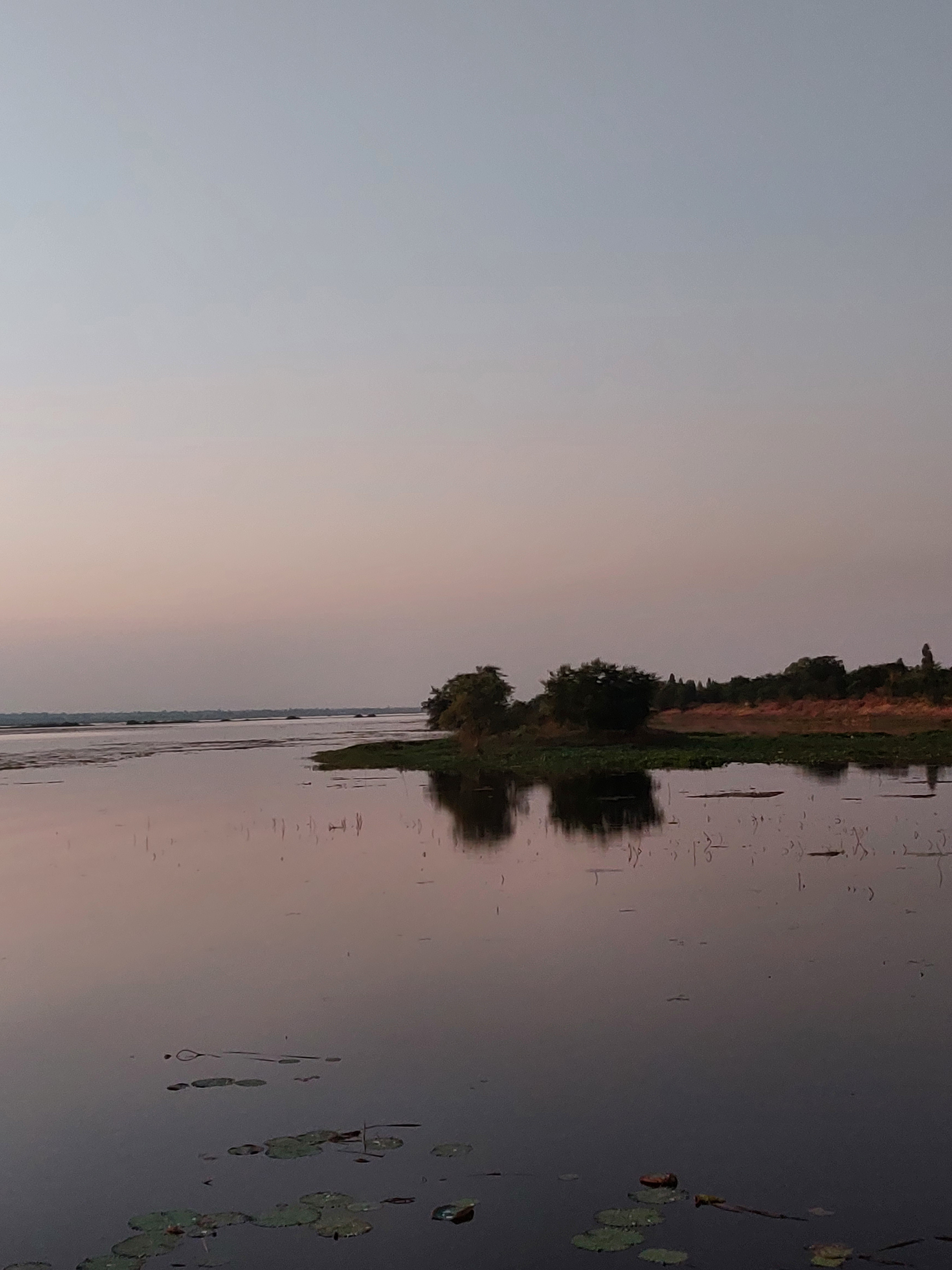
Seeufer und kleine Inseln.